# 笑福亭松喬 (7代目)
7代目 笑福亭 松喬（しょうふくてい しょきょう、1961年3月4日 - ）は、日本の落語家。所属事務所は松竹芸能。本名は井田 達夫。血液型はA型。

## 経歴・人物
兵庫県西宮市上ヶ原出身。西宮の病院で生まれる。小学校4年生まで尼崎市杭瀬で育つ。母方の祖父（警察官）は落語好きで『たらちね (落語)』を語っていたといい、母は文楽が好きだった。そんな縁で自身も幼少から落語に興味を持つ。初めて聴いた落語は中学2年の時に深夜ラジオから流れていた『初天神』（演者の記憶はないが3代目笑福亭仁鶴か4代目桂文團治）であった。
兵庫県立西宮高等学校在学中から落語家を目指したが親に反対され、高校の英語教員から「私の教え子に駆け出しの落語家さんがいるから苦労話を聞かせてもらおう」と紹介され、その落語家に学校まで来てもらい、差し向かいで話を聞いたことがある。その落語家が当時、桂枝織と名乗っていた桂小枝であった。話の内容は「いずれ落語の世界に入るなら、御両親も大学だけは行ってくれと話しているのだから、進学してはどうか。うちの兄弟子の三枝・文珍も大学を出て落語家になっている。4年間を芸の肥やしにするか、回り道にするかは君次第だ」と言われた。
その小枝のアドバイスもあり、文珍の母校である大阪産業大学交通機械工学科へ進学した。大学在学中は週に2回は落語会に足を運んだという。大学卒業後の1983年4月に笑福亭鶴三（のちの6代目笑福亭松喬）に弟子入り。当初は笑福亭笑三（しょうざ）を名乗った。
1987年、師匠の鶴三が6代目笑福亭松喬を襲名したのを機に三喬に改名。2008年から母校の大阪産業大学の客員講師を務めたこともある。
2016年8月25日、師匠の名跡である笑福亭松喬を7代目として襲名することを発表。翌年10月8日、大阪松竹座（大阪市）に於いて開催した襲名披露公演にて正式に7代目松喬を襲名した。

## 備考

五枚笹は、笑福亭一門の定紋である。

愛称は、風貌とそのキャラクターから「落語界のくまのプーさん」。この愛称は横山ひろし・春けいこ夫妻の娘が番組で共演した際に名付けた。
入門当初から続けている頭髪の角刈りがトレードマーク。頭頂部が平らに見えるため、自身と同じ松竹芸能所属の芸人（ますだおかだの増田英彦など）や、朝日放送ラジオでのレギュラー番組（詳細後述）のリスナーなどからは「ヘリポート師匠」とも呼ばれている。
阪急ブレーブス時代からのオリックス・バファローズファンで、NHKプロ野球のオリックス戦中継（NHK大阪放送局が総合テレビで関西ローカル向けに放送）にも、ファンを代表する格好でゲストとして随時出演。2017年度からプロ野球のオフシーズンを中心に水曜日のパートナーを務める『伊藤史隆のラジオノオト』（朝日放送ラジオ）では、2018・2019年度のオフシーズンに、阪急の看板選手だった福本豊（朝日放送テレビ野球解説者）とレギュラーで共演していた。
盗人噺（泥棒が出る噺）を得意としているために前名時代は「泥棒三喬」の異名を頂戴した。上方の盗人噺はほぼやり尽したため、東京の盗人噺にも取り組み、盗人噺以外の古典落語や新作落語も手掛ける。獅子舞芸も得意で、東京の柳家小里んから教わった。『伊藤史隆のラジオノオト』では、昭和時代に流行した歌謡曲のタイトル・歌詞などを俎上に載せながら、在りし日の人生幸朗を彷彿とさせるボヤキ芸も披露している。
2020年3月の時点では、前名時代から29年間にわたって刑務所を慰問。受刑者を前に、盗人噺を披露しているという。また、柳家喬太郎（師匠同士で交流がある）と東西二人会を定期的に開催している。
大のコーヒー好きで、2019年には「七代目笑福亭松喬 一笑懸命 SYOKYO the COFFEE」と称するコーヒー豆のプロデュースも手掛けた。ただし、ブラックではコーヒーを飲めないという。
朝日新聞大阪本社版2018年11月7日付夕刊記事「京都 よむ・みる・あるく」にて、同記事に写真が掲載された「京つけもの 大安」の職人（取締役生産部長）が松喬にそっくりだと話題になり、『伊藤史隆のラジオノオト』で松喬と伊藤史隆（朝日放送テレビアナウンサー）が取材に訪れたり、リスナー向けのプレゼントとして「大安」の千枚漬けを提供されたりという交流ができている。

## 受賞歴
- 1988年（昭和63年）「第9回ABC漫才落語新人コンクール」落語部門最優秀新人賞
- 2002年（平成14年）「第1回R-1ぐらんぷり」決勝進出
- 2005年（平成17年）「第34回上方お笑い大賞」最優秀技能賞
- 2005年（平成17年）「第60回文化庁芸術祭」大衆芸能部門（関西参加公演の部）優秀賞
- 2007年（平成19年）「繁昌亭大賞」
- 2021年（令和03年）「第76回文化庁芸術祭」大衆芸能部門（関西参加公演の部）大賞[10]

## 弟子
- 笑福亭喬若
- 笑福亭喬介
- 笑福亭喬龍
- 笑福亭喬路

## DVD・CD
- 松竹特選落語シリーズ
- 落語笑笑散歩 お笑い浪花見物
- 繁昌亭らいぶシリーズ

## 出演番組
- とっぴもナイト（KBSテレビ）
- 日曜落語～なみはや亭～（ABCラジオ）
  - 自身が高座で披露した演目の同録音源や、「席亭」として進行役を務める伊藤史隆（朝日放送テレビのアナウンサー）からのインタビュー音源が随時放送されている。ちなみに伊藤は、朝日放送テレビの正社員定年（60歳）を機に、2023年度から神戸新開地・喜楽館の支配人を兼務。
- 歌謡大全集（ABCラジオ） - 自身の家庭について語る「井田家の人々」[11]というコーナーが人気を博した。
- さんさんワイド滋賀（KBSラジオ）
- 桜井一枝のナツメロ天国（ラジオ大阪）
- 山口進のススメ土曜日（ラジオ大阪）
- 今夜はちょっと気晴亭（ABCラジオ）
- with Tigers MBSベースボールパーク みんなでホームイン![12]（2015年12月19日、MBSラジオ）「土曜日だからお客様 ゲストの泉」に出演。
- 日曜は三喬日和→日曜は松喬日和[13]（2017年1月1日 - 2020年9月27日、ABCラジオ）
  - 奇しくも、松喬のパートナーを務めた朝日放送テレビの女性アナウンサー（塚本麻里衣→斎藤真美）は、いずれも出演期間中に結婚している。
- 伊藤史隆のOn-site RADIO（2017年6月・10月2日、ABCラジオ）
- 伊藤史隆のラジオノオトシリーズ（2017 - 2022年度、ABCラジオ）
  - ナイターオフ期間を中心に、伊藤が朝日放送テレビの正社員定年に達するまで編成されていた生放送番組で、松喬を襲名する前の2017年度初回（10月4日放送分）のみ前名の「笑福亭三喬」として出演。
  - ナイターオフ期間の放送では一貫して、水曜日に全編でパートナーを務めていた。ただし、2020年5月12日から6月18日までの期間限定で火 - 木曜日に急遽編成された『伊藤史隆のラジオノオトはじめました』では、毎週火曜日に登場。
- 柳家喬太郎の笑って免疫力UP!寄席 上方落語の会（2021年4月25日、BS11)
- Hit&Hit! - 金曜日パーソナリティ（2021年10月 - 2024年3月、ラジオ大阪）
  - 前任者の野村啓司（毎日放送出身のフリーアナウンサー）が体調不良で休演したことに伴って、2021年10月15日放送分にパーソナリティ代理として初めて出演した。後に野村が降板を申し入れたことを受けて、同月29日から小川恵理子（松竹芸能所属のタレントで、野村とは2015年春から2018年4月まで同局の『熟メン!野村啓司です』で共演）とのコンビでレギュラー出演を開始。
- カムカムエヴリバディ（2021年11月1日、NHK大阪放送局制作連続テレビ小説）
  - 京田武男（社団法人東京放送局の開局アナウンスを担当）役で、第1話のオープニングシーンに登場。
- 笑福亭松喬の笑えば大吉 - パーソナリティ（ラジオ大阪、2024年4月2日 - ）
  - 『Hit&Hit!』の後継番組で、放送曜日を火曜日に変更。

その他落語番組多数出演。『上方落語をきく会』（ABCラジオ）では、2015年・2017年は夜の部のトリ、2016年・2022年・2024年は昼の部のトリ、2020年は5日間公演の大トリ、2018年夜の部・2021年昼の部は「しごきの会」のしごき役を務めた。

## 連載
- 毎日新聞「松喬日和～噺家のオチつかない日常」
  - 2020年4月から毎月第3月曜日に、大阪本社発行版の夕刊へ連載。本人が「松喬日和」をタイトルに使うことを希望したため、連載の開始に際しては、かねてから冠番組のタイトルに用いていたABCラジオから使用の許諾を得た。

## 舞台
- 泣いたらアカンで通天閣（2018年2月、大阪松竹座）

## CM
- 日本コカ・コーラ「綾鷹」[15]（2012年）